# Better Than Me
«Better Than Me» es el cuarto sencillo grabada por la banda de rock estadounidense Hinder, lanzado en 2005 por Universal Music Group Recordings.

## Video musical
El video musical de la canción comienza con la banda tocando en una habitación oscura. Entonces va a escenas de una joven pareja. El joven más tarde compra metanfetamina de un distribuidor en una camioneta. La siguiente escena es de él mirando fotos de ellos juntos. Toma un cuchillo y se rompe una bombilla, vierte las drogas en él, y lo pone en la estufa. Vemos entonces su reacción dolorosa violenta a las drogas, incluyendo convulsiones y picazón en todo el cuerpo. La chica entra, ve a las drogas, y se enfrenta a él. Él se convierte en violenta y comienza a tirar cosas a ella. Las luces de la sala de la banda fue en se encienden y se revelan como una catedral. El funeral del joven visto anteriormente está en curso, y está claro que murió de una sobredosis. La novia se precipita hacia adelante a su ataúd y pone un sobre en sus manos después de haber sido detenido por su mejor amiga.
Un concurso se celebró en YouTube desafiantes directores que aspiran a crear su propio video de la canción con la recompensa de ser el vídeo que se muestra en la televisión, así como un trabajo no remunerado como asistente en el set del video oficial. Irónicamente, mientras que el ganador no fue mostrado en la televisión, la mayoría de las entradas involucrados tema similar al video oficial, con muy pocas entradas no gira en torno a la drogadicción y sólo unos pocos no termina en el suicidio por sobredosis.

## Recepción de la crítica
La revista Billboard llama el sencillo "más pequeño y menos grandilocuente, pero por igual infecciosa", como "Lips of an Angel".

## Posicionamiento
| Listas (2006–07)                  | Posición |
| --------------------------------- | -------- |
| Australia (ARIA)                  | 11       |
| Canadá (Canadian Hot 100)         | 16       |
| Nueva Zelanda (Recorded Music NZ) | 16       |
| Eslovaquia (Rádio Top 100)        | 70       |
| US Billboard Hot 100              | 31       |
| US Billboard Pop Songs            | 14       |
| US Billboard Alternative Songs    | 37       |
| US Billboard Adult Pop Songs      | 10       |

| Chart (End of year chart 2007) | Posición |
| ------------------------------ | -------- |
| Australia Top 100 Album        | 74       |